# Cordero Pascual
Cordero Pascual (también conocido como Cordero Místico o Agnus Dei), es una pintura al óleo sobre lienzo de la pintora Josefa de Óbidos. Fue pintado entre 1660 y 1670 y mide 88 cm de alto y 116 centímetros de ancho.

## Historia
La pintura formó parte de la colección de Fray Manuel do Cenáculo Villas-Boas, arzobispo de Évora. Esta colección fue el origen de la colección de la Biblioteca Pública de Évora, que fue transferida al Museo de Évora en 1915.

## Descripción
Representa iconográficamente al Cordero de Dios, representación de Jesucristo como cordero sacrificado para la remisión de los pecados de la humanidad. Aparece en un altar, con los pies atados y aceptando tranquilamente su destino. Está rodeado por un marco floral donde aparecen flores y uvas en referencia a la transubstanciación. Una leyenda (que comparte con la versión del Walters Art Museum) indica la frase en latín : "occīsus ab orīgine mundī".

## Otras versiones
Josefa de Óbidos también pintó otras versiones del mismo tema, una, sin el marco floral, que se encuentra en el Walters Art Museum de Baltimore, Estados Unidos y otra que forma parte de la colección del Palacio de los duques de Braganza en Guimarães.

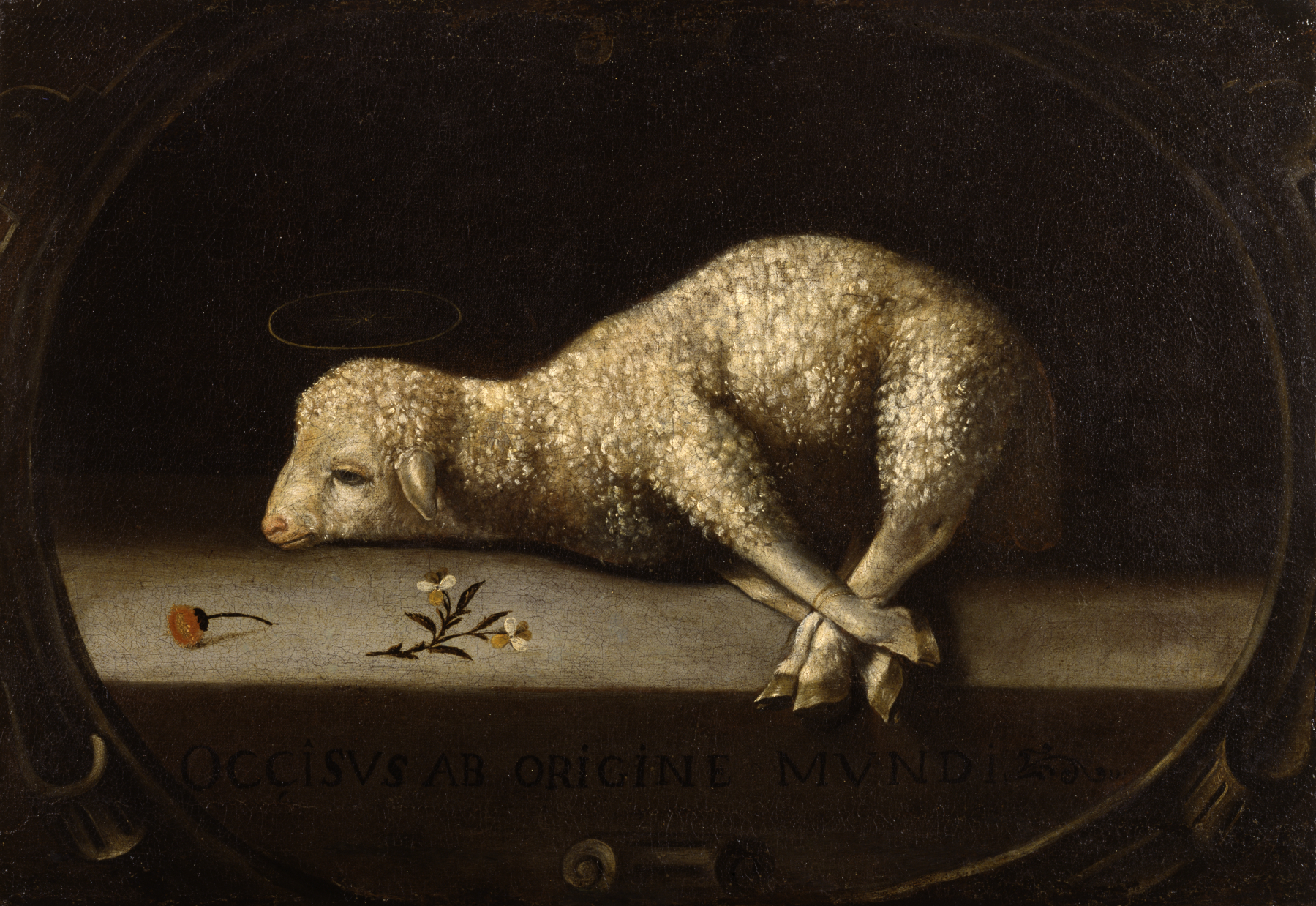
El Cordero del Sacrificio (1670-84) en el Museo de Arte Walters
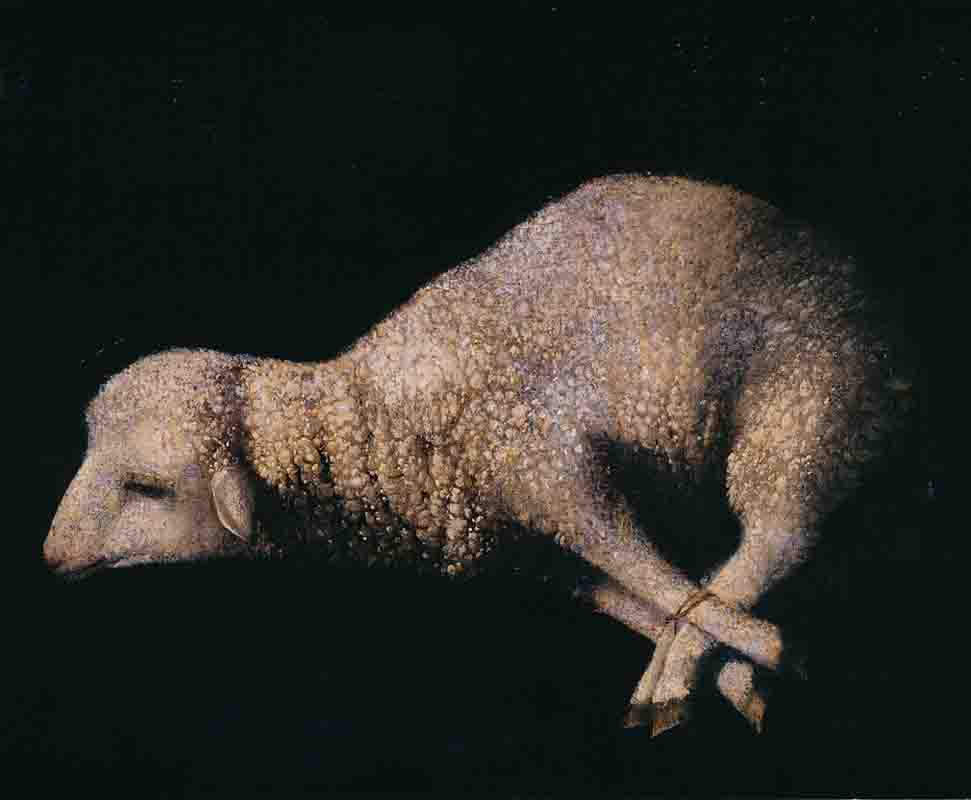
Cordero místico (1660-70) en el Palacio de los Duques de Braganza

## Influencias
La figura del Cordero de Dios recuerda a una serie de pinturas del pintor español Francisco de Zurbarán denominadas Agnus Dei que realizó entre 1635 y 1640. La pintora tuvo, de hecho, contacto con este artista a través de su padre, el también pintor Baltazar Gomes Figueira, que vivía con él en Sevilla y que también utilizó la misma oveja en su obra Bodegón con cordero y Piezas de caza que pintó entre 1645 y 1655 expuesto también en el Museo de Évora.

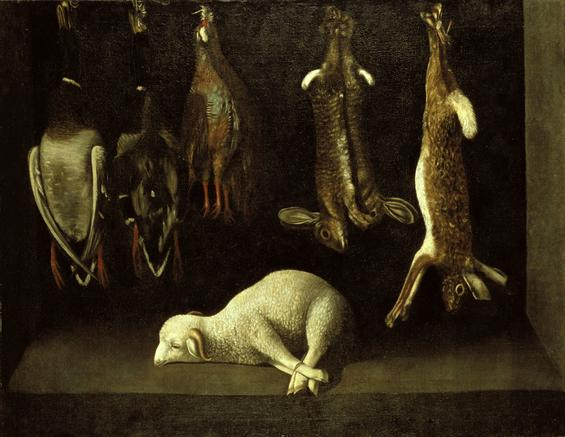
Bodegón con cordero y piezas de juego (1645-55) de Baltazar Gomes Figueira en el Museo de Évora
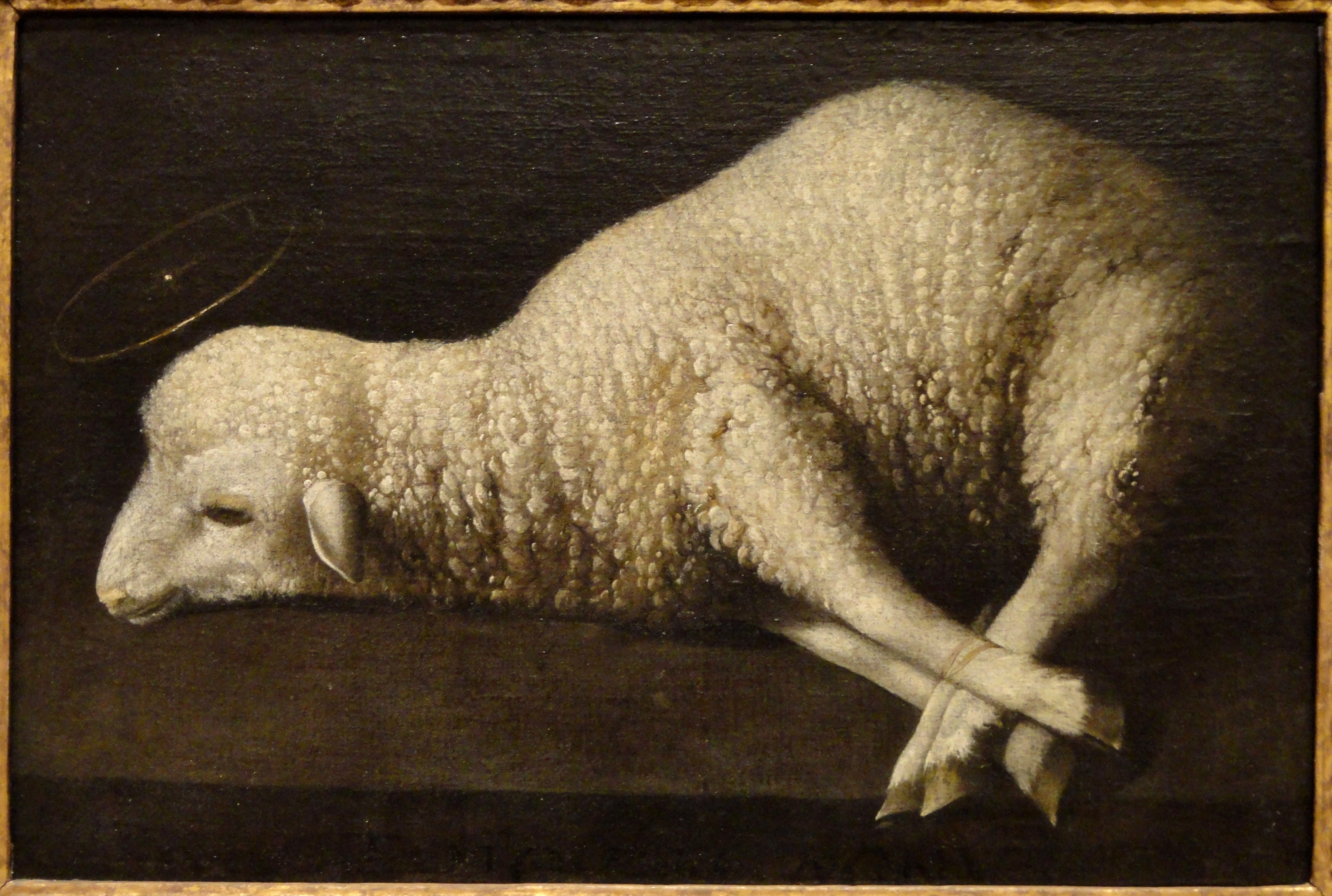
Agnus Dei (1635-40) de Francisco de Zurbarán en el Museo de Arte de San Diego
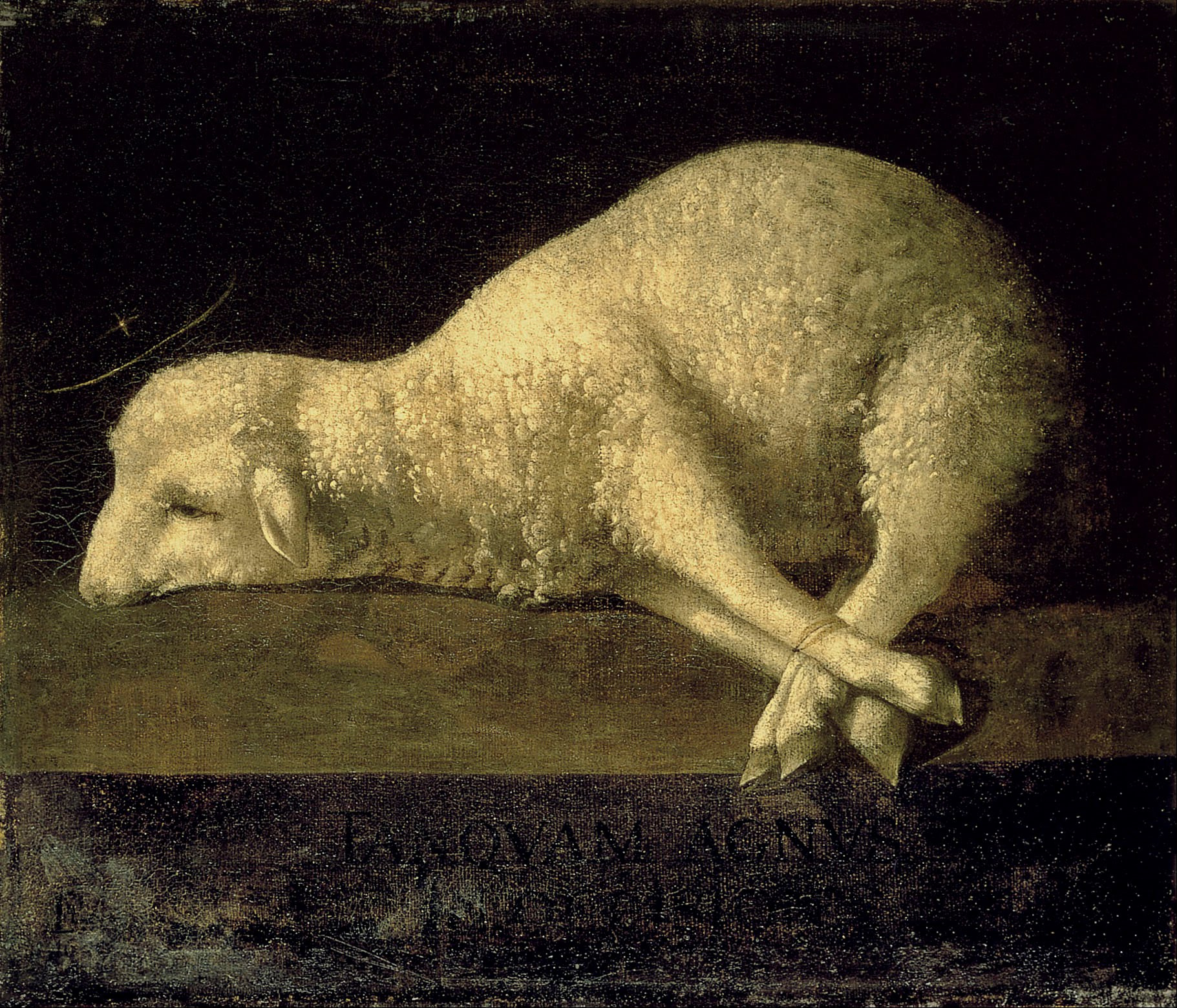
Agnus Dei (1639) de Francisco de Zurbarán en la Real Academia de Bellas Artes de San Fernando
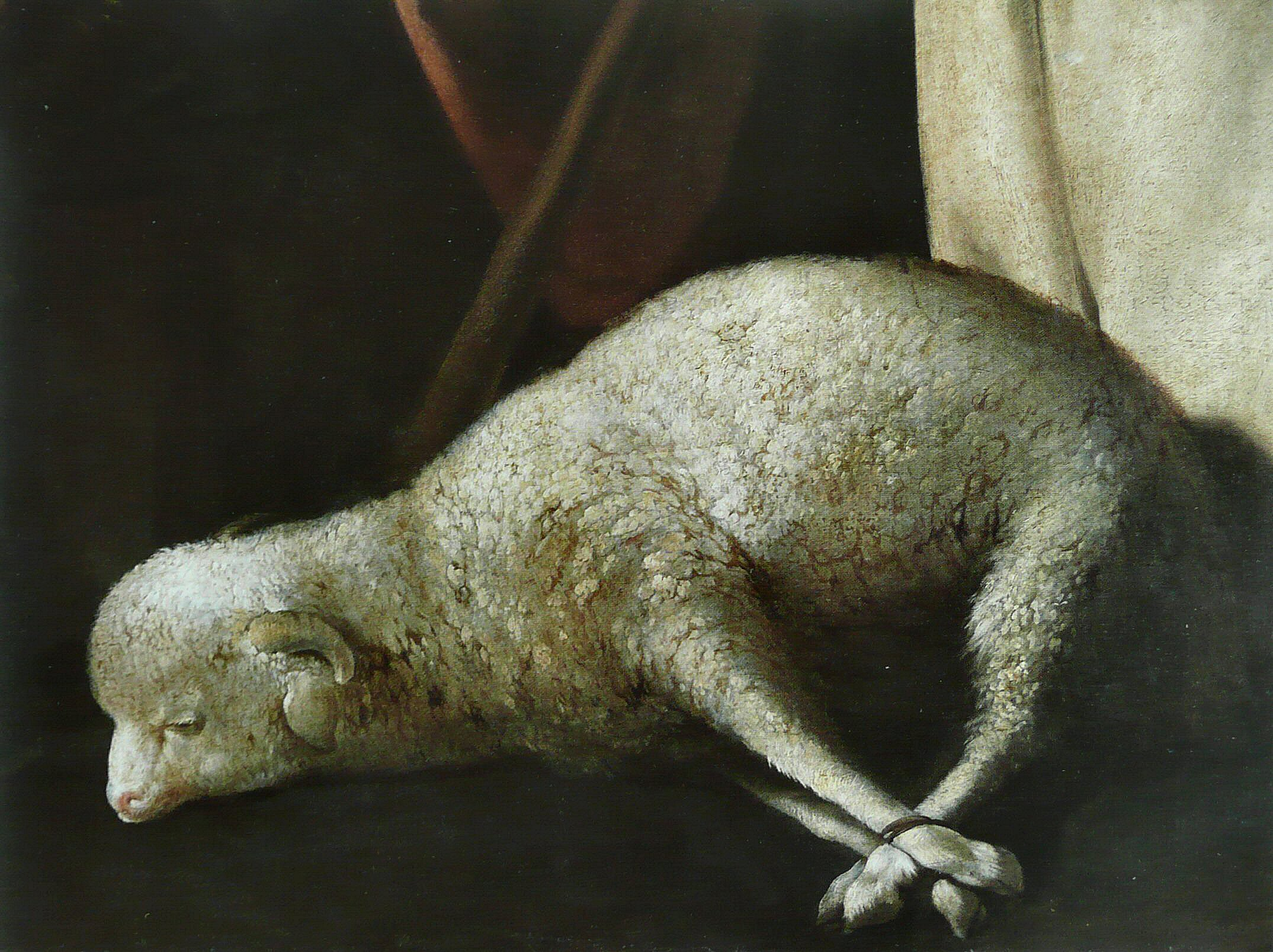
Carneiro, detalle de La adoración de los pastores (1638) de Francisco de Zurbarán en el Museo de Grenoble
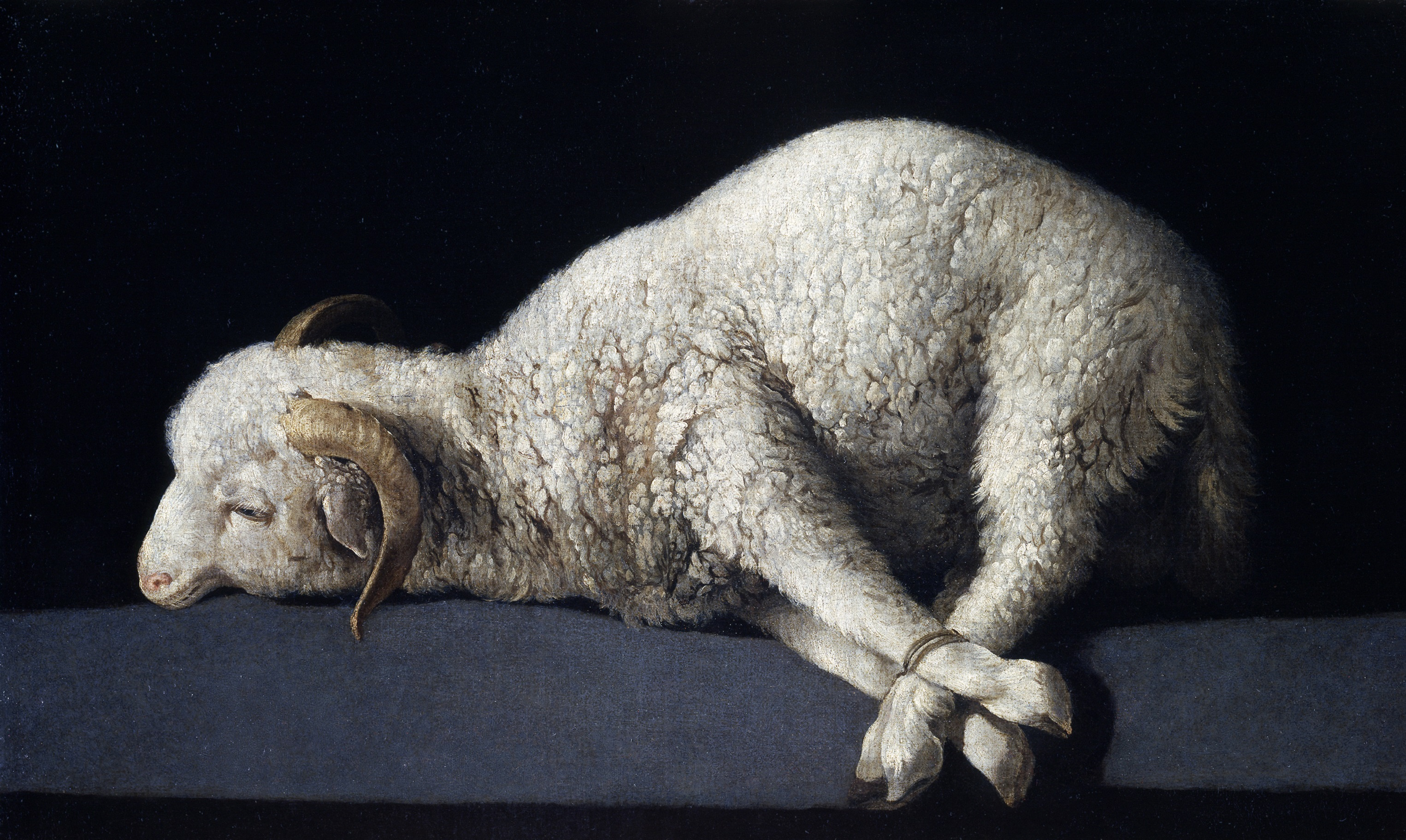
Agnus Dei (1635-40) de Francisco de Zurbarán en el Museo del Prado. Nótese la presencia de cuernos.